# پرادایس کی (کالیفرنیا)
پرادایس کی، کالیفرنیا (به انگلیسی: Paradise Cay) یک محدوده ثبت‌نشده در ایالات متحده آمریکا است که در شهرستان مارین، کالیفرنیا واقع شده‌است. پرادایس کی توسط تیبورون محصور شده است.
زیپ‌کد این محدوده ۹۴۹۲۰ و پیش شماره آن ۴۱۵ می‌باشد.

## خصوصیات
پرادایس کی ۷ متر بالاتر از سطح دریا واقع شده‌است.

## اهالی سرشناس
- رابین ویلیامز (۱۹۵۱–۲۰۱۴) استندآپ کمدین